# Salineño (Texas)
Salineño (también conocido como Salineno) es un lugar designado por el censo (en inglés, census-designated place, CDP) ubicado en el condado de Starr, Texas, Estados Unidos. Según el censo de 2020, tiene una población de 176 habitantes.
El nombre fue modificado oficialmente en 2008, cuando se le agregó la tilde a Salineno.

## Geografía
La localidad está ubicada en las coordenadas 26°31′3″N 99°6′43″O / 26.51750, -99.11194. Según la Oficina del Censo de los Estados Unidos, tiene una superficie de 0.2 km², correspondientes en su totalidad a tierra firme.

## Demografía
Según el censo de 2020, hay 176 personas residiendo en la localidad. La densidad de población es de 800 hab./km². El 34.66% de los habitantes son blancos, el 11.36% son de otras razas y el 53.98% son de una mezcla de razas. Del total de la población, el 98.30% son hispanos o latinos de cualquier raza.